# Climat du Texas

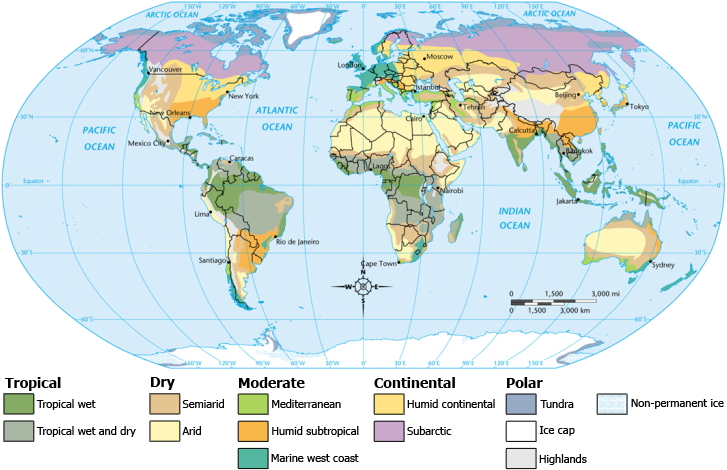
Carte des climats.

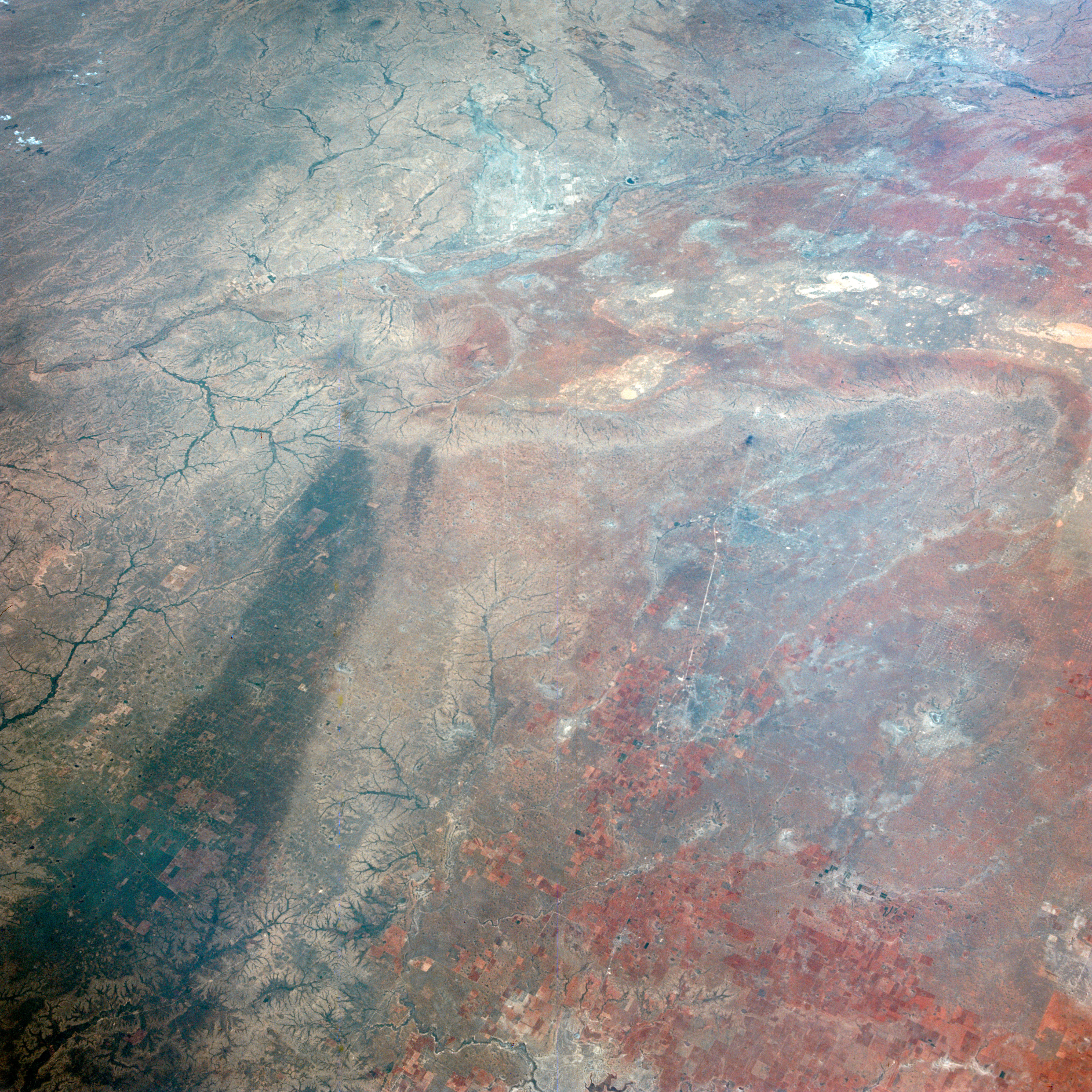
Cette image du Texas, obtenue par des astronautes à bord du vaisseau Gemini 4 montre de larges bandes sombres consécutives à des chutes de pluie.

Le climat du Texas est extrêmement varié, des zones arides de l'ouest aux zones subtropicales de l'est. La grande étendue du Texas englobe de nombreuses régions avec des climats bien distincts: les Plaines du Nord, la région du Trans-Pecos, le Texas Hill Country, Piney Woods et le Texas du Sud. Généralement, la moitié est du Texas a un climat subtropical humide, tandis que la moitié ouest est semi-aride (avec des zones arides cependant). Les chutes de neige sont plus communes dans le nord du Texas que dans le sud, la quantité de neige a toutefois été plus importante sur le littoral texan, en particulier la zone située au centre et celle la plus au nord.
Le Texas est la région la plus touchée par les ouragans avec une fréquence moyenne de 1,39 par an. Les cyclones tropicaux peuvent causer des dommages importants, aussi bien ceux en provenance du golfe du Mexique ou originaires de l'océan Pacifique est. Les cyclones originaires du golfe du Mexique sont plus à même de toucher la partie la plus haute de la côte texane que d'autres zones. D'importantes inondations ont touché le Texas depuis son peuplement, à cause de cyclones tropicaux mais aussi du front météorologique situé en face du Texas.

## Caractéristiques par régions

### Les Plaines du Nord
| Villes        | Jan             | Fév             | Mar            | Avr            | Mai             | Jun             | Jul             | Aou             | Sep             | Oct             | Nov            | Déc             |
| Abilene       | 12,8 °C 0 °C    | 16,1 °C 2,8 °C  | 20,6 °C 6,7 °C | 25 °C 11,1 °C  | 29,4 °C 16,1 °C | 32,8 °C 20,6 °C | 35 °C 22,2 °C   | 34,4 °C 21,7 °C | 30,6 °C 17,8 °C | 25,6 °C 12,2 °C | 18,3 °C 5,6 °C | 13,9 °C 1,1 °C  |
| Amarillo      | 9,4 °C -5 °C    | 12,2 °C -2,8 °C | 16,7 °C 1,1 °C | 21,7 °C 5,6 °C | 26,1 °C 11,1 °C | 30,6 °C 16,1 °C | 32,8 °C 18,3 °C | 31,7 °C 17,8 °C | 27,8 °C 13,3 °C | 22,2 °C 7,2 °C  | 14,4 °C 0 °C   | 10 °C -4,4 °C   |
| Lubbock       | 11,1 °C -4,4 °C | 14,4 °C -1,7 °C | 18,9 °C 2,2 °C | 23,9 °C 7,2 °C | 28,3 °C 13,3 °C | 32,2 °C 17,8 °C | 33,3 °C 20 °C   | 32,2 °C 18,9 °C | 28,3 °C 14,4 °C | 23,3 °C 8,3 °C  | 16,7 °C 1,7 °C | 11,7 °C -3,3 °C |
| Midland       | 15,6 °C -1,7 °C | 18,9 °C 1,1 °C  | 23,3 °C 5 °C   | 27,8 °C 8,9 °C | 31,7 °C 14,4 °C | 34,4 °C 18,3 °C | 35,6 °C 20 °C   | 34,4 °C 19,4 °C | 31,1 °C 16,1 °C | 26,7 °C 10,6 °C | 20 °C 3,9 °C   | 16,1 °C -0,6 °C |
| San Angelo    | 14,4 °C -1,7 °C | 17,2 °C 1,1 °C  | 21,7 °C 5,6 °C | 26,1 °C 10 °C  | 30 °C 15 °C     | 32,8 °C 18,9 °C | 35 °C 21,1 °C   | 34,4 °C 20 °C   | 31,1 °C 17,2 °C | 26,1 °C 10,6 °C | 19,4 °C 3,9 °C | 15 °C -0,6 °C   |
| Wichita Falls | 11,1 °C -1,7 °C | 14,4 °C 1,1 °C  | 19,4 °C 5 °C   | 24,4 °C 9,4 °C | 28,9 °C 15 °C   | 33,3 °C 20 °C   | 36,1 °C 22,2 °C | 35,6 °C 21,7 °C | 31,1 °C 17,8 °C | 25 °C 11,1 °C   | 17,8 °C 4,4 °C | 12,2 °C -0,6 °C |

Le climat des Plaines du Nord est semi-aride et enclin à la sécheresse, avec annuellement 810 mm de précipitations. Durant l'été, cette zone a principalement un ciel dégagé. Les nuits en hiver sont souvent en dessous de 0 °C. Les mois les plus humides de l'année sont avril et mai. Des tornades, causées par la convergence des vents de l'ouest et du sud durant la fin du printemps, sont fréquentes et font de la région une partie de l'allée des tornades. La région panhandle, la plus éloignée du golfe du Mexique, a les hivers les plus froids de tout le Texas.

### Trans-Pecos
| Villes  | Jan            | Fév            | Mar            | Avr             | Mai             | Jun           | Jul             | Aou             | Sep             | Oct             | Nov            | Déc            |
| El Paso | 13,9 °C 0,6 °C | 17,2 °C 3,3 °C | 21,1 °C 6,7 °C | 25,6 °C 10,6 °C | 30,6 °C 16,1 °C | 35 °C 20,6 °C | 34,4 °C 22,2 °C | 33,3 °C 21,1 °C | 30,6 °C 17,8 °C | 25,6 °C 11,1 °C | 18,9 °C 4,4 °C | 13,9 °C 0,6 °C |

La région du Trans-Pecos, aussi connue sous le nom de Far West Texas et the big bend country, est la région la plus à l'ouest géographiquement, elle est composée du Chihuahuan Désert et de montagnes. Durant l'automne, l'hiver et le printemps, la zone a le ciel le plus dégagé de tous les États-Unis. C'est aussi le plus sec avec une moyenne de précipitations de 410 mm par an voire moins. Le climat aride est la principale raison du faible peuplement de la région. Dans les zones montagneuses on observe des forêts de conifères dans un climat plus humide tempéré, les mois les plus humides sont estivaux. Les vents sont fortifiés car ils passent dans les canyons et les vallées. Ainsi, certaines zones sont très favorables aux installations éoliennes.

### Texas Hill Country
| Villes      | Jan            | Fév            | Mar             | Avr             | Mai             | Jun             | Jul             | Aou             | Sep             | Oct             | Nov            | Déc            |
| Austin      | 15,6 °C 4,4 °C | 18,3 °C 6,7 °C | 22,8 °C 10,6 °C | 26,1 °C 14,4 °C | 29,4 °C 18,3 °C | 32,8 °C 21,7 °C | 35 °C 22,8 °C   | 35,6 °C 22,8 °C | 32,2 °C 20,6 °C | 27,2 °C 15,6 °C | 21,1 °C 9,4 °C | 16,7 °C 5,6 °C |
| San Antonio | 16,7 °C 3,9 °C | 19,4 °C 6,1 °C | 23,3 °C 10 °C   | 26,7 °C 13,9 °C | 30 °C 18,9 °C   | 32,8 °C 22,2 °C | 35 °C 23,3 °C   | 35 °C 23,3 °C   | 32,2 °C 20,6 °C | 27,8 °C 15 °C   | 21,7 °C 9,4 °C | 17,8 °C 5 °C   |
| Waco        | 13,9 °C 0,6 °C | 16,7 °C 3,3 °C | 21,1 °C 7,8 °C  | 25,6 °C 11,7 °C | 28,9 °C 17,2 °C | 32,8 °C 21,1 °C | 35,6 °C 23,3 °C | 35,6 °C 22,8 °C | 32,2 °C 18,9 °C | 26,1 °C 13,9 °C | 20 °C 7,2 °C   | 15 °C 2,2 °C   |

Le Texas Hill Country ou le Pays des collines, est façonnée par de nombreuses rivières et collines. Le climat correspond à un temps humide et subtropical de la zone ouest, avec des hivers frais et des étés chauds. La végétation est à la fois à feuilles caduques dans les vallées traversées par une rivière, et avec des conifères dès que l'on monte plus haut. En une seule année la région peut recevoir 1 200 mm de pluie, et ses rivières déborder. Les mois les plus humides sont avril et mai.

### Piney woods
| Villes      | Jan             | Fév             | Mar             | Avr             | Mai             | Jun             | Jul             | Aou             | Sep             | Oct             | Nov             | Déc             |
| Dallas      | 12,8 °C 2,2 °C  | 16,1 °C 5 °C    | 20,6 °C 9,4 °C  | 25 °C 13,3 °C   | 28,9 °C 18,3 °C | 33,3 °C 22,8 °C | 35,6 °C 25 °C   | 35,6 °C 24,4 °C | 31,7 °C 20,6 °C | 26,1 °C 14,4 °C | 18,9 °C 8,3 °C  | 13,9 °C 3,9 °C  |
| Fort Worth  | 12,8 °C -0,6 °C | 16,1 °C 2,2 °C  | 20 °C 6,7 °C    | 24,4 °C 11,1 °C | 28,3 °C 16,1 °C | 32,8 °C 20,6 °C | 36,1 °C 22,2 °C | 35,6 °C 22,2 °C | 31,7 °C 18,3 °C | 26,1 °C 12,8 °C | 19,4 °C 6,7 °C  | 14,4 °C 1,7 °C  |
| Galveston   | 16,7 °C 10 °C   | 17,8 °C 11,1 °C | 21,1 °C 14,4 °C | 23,9 °C 18,3 °C | 27,2 °C 22,2 °C | 30,6 °C 25,6 °C | 31,7 °C 26,7 °C | 31,7 °C 26,1 °C | 30,6 °C 24,4 °C | 26,7 °C 20 °C   | 21,7 °C 15 °C   | 17,8 °C 11,1 °C |
| Houston     | 17,2 °C 7,2 °C  | 19,4 °C 8,9 °C  | 23,3 °C 12,8 °C | 26,1 °C 16,1 °C | 30 °C 20 °C     | 32,8 °C 23,3 °C | 34,4 °C 23,9 °C | 33,9 °C 23,9 °C | 31,7 °C 22,2 °C | 27,8 °C 16,7 °C | 22,8 °C 11,7 °C | 18,3 °C 8,3 °C  |
| Port Arthur | 16,1 °C 6,1 °C  | 18,3 °C 7,8 °C  | 22,2 °C 11,1 °C | 25,6 °C 15 °C   | 28,9 °C 18,9 °C | 31,7 °C 22,2 °C | 33,3 °C 23,3 °C | 33,3 °C 22,8 °C | 31,1 °C 20,6 °C | 26,7 °C 15,6 °C | 21,7 °C 10,6 °C | 17,8 °C 7,2 °C  |

Il s'agit de la région la plus à l'est, elle est située dans la zone subtropicale humide. Elle est la région la plus pluvieuse : plus de 1 500 mm annuellement. Cela est dû au golfe qui apporte de l'air humide à la région, où il se condense et précipite aux environs des côtes. Les mois les plus humides de l'année sont avril et mai. Durant le printemps la région est souvent soumise à de nombreux orages et tornades. Des ouragans touchent aussi la région, le plus désastreux fut l'ouragan de Galveston en 1900. Plus récemment l'ouragan Rita abima le tringle d'or du Texas du sud. La forte humidité de cette région amplifie la sensation de chaleur durant l'été. Pendant l'hiver et le printemps le long de la côte, la température reste fraiche à cause des eaux du golfe.

### Texas du Sud
| Villes         | Jan            | Fév             | Mar             | Avr             | Mai             | Jun             | Jul             | Aou             | Sep             | Oct             | Nov             | Déc             |
| Brownsville    | 20,6 °C 10 °C  | 22,2 °C 11,7 °C | 25,6 °C 15 °C   | 27,8 °C 18,3 °C | 30,6 °C 22,2 °C | 32,8 °C 23,9 °C | 33,3 °C 23,9 °C | 33,9 °C 23,9 °C | 31,7 °C 22,8 °C | 28,9 °C 18,9 °C | 25 °C 15 °C     | 21,1 °C 11,1 °C |
| Corpus Christi | 18,9 °C 7,8 °C | 21,1 °C 9,4 °C  | 24,4 °C 13,3 °C | 27,2 °C 16,7 °C | 30 °C 20,6 °C   | 32,2 °C 23,3 °C | 33,9 °C 23,3 °C | 33,9 °C 23,9 °C | 32,2 °C 22,2 °C | 28,9 °C 17,8 °C | 23,9 °C 12,8 °C | 20 °C 8,9 °C    |
| Del Rio        | 17,2 °C 4,4 °C | 20 °C 6,7 °C    | 24,4 °C 11,1 °C | 28,3 °C 15 °C   | 31,7 °C 19,4 °C | 34,4 °C 22,2 °C | 35,6 °C 23,3 °C | 35,6 °C 23,3 °C | 32,8 °C 20,6 °C | 27,8 °C 16,1 °C | 21,7 °C 9,4 °C  | 17,2 °C 5 °C    |
| Laredo         | 20 °C 6,7 °C   | 22,8 °C 8,9 °C  | 27,8 °C 13,3 °C | 31,7 °C 17,2 °C | 35 °C 21,1 °C   | 37,8 °C 23,3 °C | 38,9 °C 23,9 °C | 37,2 °C 23,9 °C | 33,9 °C 21,7 °C | 30 °C 17,2 °C   | 24,4 °C 11,7 °C | 20 °C 7,2 °C    |
| Victoria       | 17,2 °C 6,7 °C | 19,4 °C 8,3 °C  | 22,8 °C 12,2 °C | 26,1 °C 15,6 °C | 29,4 °C 20 °C   | 32,2 °C 22,8 °C | 33,9 °C 23,9 °C | 34,4 °C 23,9 °C | 32,2 °C 21,1 °C | 28,3 °C 16,7 °C | 22,8 °C 11,1 °C | 18,3 °C 7,2 °C  |